# Augustin Peel
Augustin Louis Joseph Peel (Kortrijk, 25 september 1872 - 22 februari 1949) was een Belgisch volksvertegenwoordiger.

## Levensloop
Peel promoveerde tot doctor in de geneeskunde aan de Katholieke Universiteit Leuven, waar hij lid was van K.A.V. Lovania Leuven.  Hij vestigde zich later in Kortrijk.
In 1903 werd hij verkozen tot gemeenteraadslid van Kortrijk en bleef dit tot in 1930. Van 1920 tot 1927 was hij er schepen.
In december 1911 volgde hij de overleden Edouard Busschaert op als katholiek volksvertegenwoordiger voor het arrondissement Kortrijk. Hij vervulde dit mandaat tot in 1919 (of tot in 1921). Hij werd nadien niet meer herkozen.
In 1921 werd hij arrondissementsvoorzitter van de Christelijke Middenstandsvereniging en in 1924 voorzitter van de middenstandsbond van Kortrijk.